# Rondibilis barwayensis
Rondibilis barwayensis es una especie de escarabajo longicornio del género Rondibilis, tribu Acanthocinini, subfamilia Lamiinae. Fue descrita científicamente por Breuning en 1958.

## Descripción
Mide  milímetros de longitud.

## Distribución
Se distribuye por India.